# わせがく高等学校
わせがく高等学校（わせがくこうとうがっこう）は、千葉県香取郡多古町に本校を置く私立の単位制・通信制、普通科の高等学校である。学校の設置者は早稲田予備校を経営する学校法人早稲田学園である。

## 概要
大手予備校である早稲田予備校を経営する学校法人早稲田学園が、単位制通信制高校として設置した。生徒は多古本校のほか、各地のキャンパスに通学する。通学のスタイルとして「全日型（5日制）」「通学型（週2日制）」「自学型（通信制）」等から選択する。

## 教育方針
「自由」を大切に、「個性」を尊重し、「夢」を育む

## 学習スタイル
- 全日型（週5日制）
- 通学型（週2日制）
- 自学型（通信制）

## 早稲田予備校優待制度
早稲田予備校の優待制度があり、全日型（週5日制）在籍の生徒に対しては同予備校の通常期授業料を免除する。

## キャンパス
★は早稲田予備校の校舎に併設

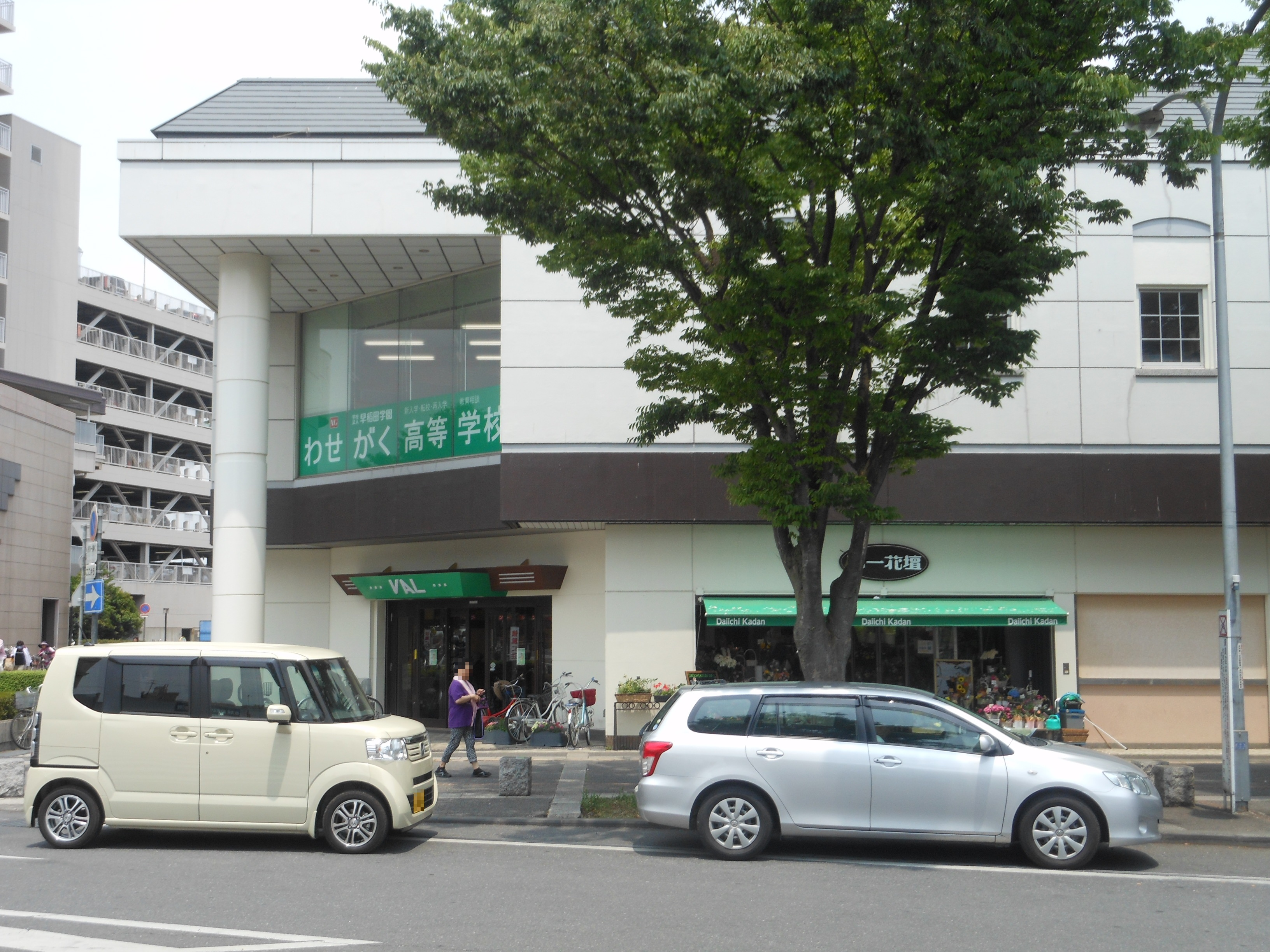
古河キャンパス

- 多古本校 - 〒289-2231　千葉県香取郡多古町飯笹向台252-2
- 柏キャンパス - 〒277-0005　千葉県柏市柏4-5-10
- 勝田台キャンパス - 〒276-0020　千葉県八千代市勝田台北1-2-2
- ★西船橋キャンパス - 〒273-0031　千葉県船橋市西船4-12-10
- 稲毛海岸キャンパス - 〒261-0004　千葉県千葉市美浜区高洲3-10-1
- ★東京キャンパス - 〒169-0075　東京都新宿区高田馬場4-9-9
- ★水戸キャンパス - 〒310-0015　茨城県水戸市宮町1-2-4
- 古河キャンパス - 〒306-0023　茨城県古河市本町1-1-15
- 守谷キャンパス - 〒302-0115　茨城県守谷市中央1-9-3
- 太田キャンパス - 〒373-0026　群馬県太田市東本町23-7
- 前橋キャンパス - 〒371-0843　群馬県前橋市新前橋町18-26
- 桐生キャンパス - 〒376-0022　群馬県桐生市稲荷町4-20

## 沿革
- 1953年 - 守谷務（初代校長）が東京本校の前身である早稲田研究所を創立。
- 1955年 - 早稲田予備校と改称し東京都より各種学校として認可される。東京本校の校長に守谷務が就任。
- 1956年 - 学校法人錦櫻学園（早稲田予備校・早稲田アカデミー）の法人設立認可。
- 1968年 - 法人名を学校法人早稲田学園に変更。
- 1969年 - 学校法人早稲田学園理事長に守谷務が就任。
- 1982年 - 東京都より専修学校として認可され、専修学校早稲田予備学校（通称：早稲田予備校）と改称。
- 1999年 - サポート校早稲田学園高等部を開設。高等部川越校を開設。
- 2000年 - 高等部勝田台校を開設。高等部水戸校を開設。高等部東京校を開設。
- 2001年 - 高等部柏校を開設。高等部所沢校を開設。
- 2002年 - 創立50周年記念館を竣工。東京本校の校長に守谷たつみが就任。
- 2003年 - 単位制・通信制課程普通科わせがく高等学校を開設。多古本校のほか、勝田台、柏、東京、川越、所沢、水戸に学習センター、西船橋、古河にスタディルームを開設。わせがく高等学校の校長に守谷たつみが就任。
- 2004年 - わせがく高等学校校歌制定。千葉県高等学校文化連盟加盟。千葉県高等学校体育連盟加盟。稲毛海岸学習センターを開設。
- 2005年 - 千葉県高等学校野球連盟加盟。
- 2006年 - 生徒活動支援会設立。保護者会設立。同窓会設立。
- 2007年 - 早稲田学園理事長に守谷たつみが就任。東京、西船橋、水戸にキャンパスを開設。わせがく5周年記念講演会を開催。
- 2008年 - 古河学習センターを開設。教育振興会設立。茨城県高等学校体育連盟加盟。
- 2009年 - 埼玉県高等学校体育連盟加盟。
- 2010年 - 校章制定。
- 2011年 - 太田学習センターを開設。
- 2012年 - 太田にキャンパスを開設。わせがく10周年記念講演会を開催。校旗製作。
- 2013年 - わせがくキャラクター（わせっぴ）制定。
- 2014年 - 高体連全国大会優勝者輩出。
- 2016年 - 大阪市なんばにスクーリング会場設置。
- 2017年 - 入学可能範囲が全国となる。前橋学習センターを開設。
- 2019年 - 面接指導施設を増設し、全学習センターをキャンパスとする。
- 2022年 - 桐生キャンパスを開設。単位制・通信制課程普通科わせがく夢育高等学校を開設。川越キャンパスがわせがく夢育高等学校のキャンパスに移行される。
- 2022年7月11日 - 硬式野球部が第104回全国高等学校野球選手権千葉大会1回戦で千葉学芸と対戦し、0-82（5回コールド）で歴史的大敗を喫したものの、監督は試合後に「一時は棄権し没収試合も考えた。よく最後まで戦ってくれました。感謝しています。この学校の生徒は9割が不登校を経験している。そんな選手たちが笑顔で野球をやってくれたのは教員冥利に尽きます」と語った[1]。
- 2023年 - 守谷キャンパスを開設。

## 交通
京成本線京成成田駅、JR成田線成田駅、佐原駅、八日市場駅、八街駅、成田空港駅、神栖方面からスクールバス運行

## 著名な関係者

### 出身者
- 藤子まい